# Gaspard Kanyarukiga
Gaspard Kanyarukiga, född 1945 i Kivumu i prefekturen Kibuye, är en rwandisk tidigare affärsman. Tillsammans med Athanase Seromba har han anklagats för att på order av poliscefen Fulgence Kayishema ha planerat mord på 2000 tutsier i katolskakyrkan i Nyange i Kibuye i april 1994. Han är även misstänkt för folkmord och brott mot mänskligheten i samband med folkmordet i Rwanda 1994 då drygt 900 000 personer beräknas ha mördats på order av den hutuextremistiska regimen och dess miliser.
Han står nu under åtal vid Internationella Rwandatribunalen. Rwandas justitieminister har begärt att han ska utlämnas till Rwanda. Tribunalen har dock beslutat att han inte ska utlämnas till Rwanda för att ställas inför rätta där eftersom det är osäkert om han kommer att få en rättvis rättegång. Det är vidare inte visat att Rwanda kan skydda vittnen och offer som vittnar.